# Alonso Sánchez Coello
Alonso Sánchez Coello, (Benifairó de les Valls, 1531/32 - Madrid, 8 d'agost de 1588) va ser un pintor valencià, considerat el millor pintor de retrats de l'Espanya del Renaixement i un dels pioners de la gran tradició del retrat en la pintura espanyola. La seua obra destaca per l'originalitat dels seus retrats de Cort, amb un agut sentit del color, la brillant execució i un profund realisme.

## Biografia

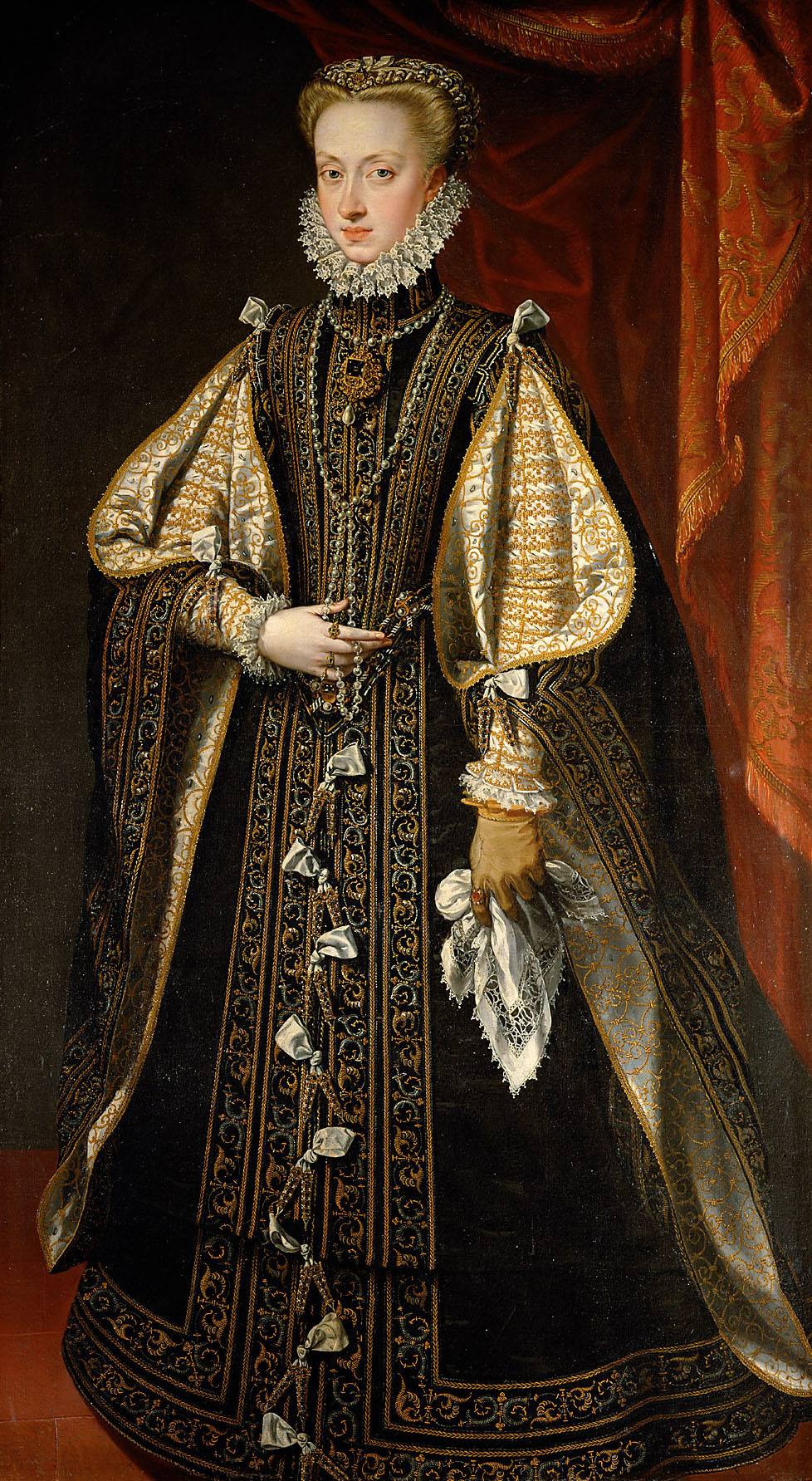
Anna d'Àustria i d'Habsburg, quarta muller de Felip II d'Espanya, per Alonso Sánchez Coello.

Alonso Sánchez Coello va passar la seua infantesa a Benifairó de les Valls, fins a la mort de son pare quan ell tenia al voltant de 10 anys. Va ser educat a Portugal a casa del seu avi. Els anys transcorreguts per Coello a Portugal, units a l'origen portuguès de la seua família, van fer que durant molt de temps se'l considerara de fet portuguès. El seu avi, en honor del qual va ser batejat amb el nom d'Alonso, estava al servei del rei Joan III de Portugal. Al voltant de 1550 el rei va enviar al jove pintor a Flandes i a Brabant, a estudiar sota la tutela d'Anthonis Mor (Antonio Moro) a Anvers. A Flandes va romandre al servei del bisbe d'Arras, Antoine de Granville, aprenent amb Mor. Mentre estudiva va tenir l'oportunitat de copiar algunes obres de Ticià.
L'any 1552, va tornar a Lisboa amb Anthonis Mor quan Carles V va encarregar a Mor un retrat de la família reial portuguesa. Durant uns quants anys, Sánchez Coello va romandre a Portugal treballant per a la cort de l'hereu de la corona Joan de Portugal. Després de la mort del príncep, Sánchez Coello es va traslladar a la cort espanyola de Felip II, recomanat per la viuda de Joan, Joana d'Habsburg i de Portugal, que era germana de Felip II. L'any 1555, Sánchez Coello residia a Valladolid, treballant per a la cort espanyola. Va traslladar-se amb la Cort primer a Toledo, i finalment a Madrid l'any 1561. En aquest mateix any, Mor va abandonar Espanya i Sánchez Coello el va reemplaçar com a pintor de la Cort.
Es va casar amb Luisa Reyaltes l'any 1560 o 1561 a Valladolid, i van tenir set fills. Una filla seua, Isabel Sánchez (1564- 1612), també va ser pintora, treballant i estudiant al taller de son pare.
Va conrear els temes religiosos, produint obres per a diferents palaus, incloent-hi El Escorial, i importants temples. Felip II el tenia en molta estima i va ser padrí de dos dels seus fills. La resta de la seua vida la va passar a la Cort, en què esdevingué un dels personatges predilectes del rei, fent fortuna i guanyant honors. Entre els seus deixebles cal destacar a Juan Pantoja de la Cruz i a Felipe de Liaño. Lope de Vega va lloar a Coeelo en la seua obra Laurel de Apolo.
Alonso Sánchez Coello va morir a Madrid el 8 d'agost de 1588.

## Estil
Sánchez Coello va ser un seguidor de Ticià, i com aquest va excel·lir en l'art del retrat i en les figures aïllades, amb elaborades textures en les armadures, brocats i altres accessoris de manera magistral, que posteriorment influiria en el tractament que Velázquez va donar als mateixos objectes. De Mor, Coello va aprendre la precisió en la representació i de Ticià va incorporar els daurats tons venecians, la qualitat d'execució i l'ús de la llum.
Va dedicar-se tant a la pintura religiosa com al retrat. Les obres religioses, en la seua major part pintades per a El Escorial, són convencionals i sense personalitat. És en els retrats on s'assentar la seua fama. Es caracteritzen per la seua gran llibertat en el posat i en l'execució, la dignitat i sobrietat de la representació i la calidesa del color. Tot i ser palesa la influència de Mor i Ticià, els seus retrats demostren un talent original i reflecteixen de manera admirable la modèstia i la formalitat de la Cort espanyola. Els retrats de Felip II (c. 1580) i de la Infanta Isabel Clara Eugènia (1571), ambdós en el Museu del Prado, són les seues obres més perfectes. Entre les seues obres religioses cal destacar el Sant Sebastià de l'església de San Jerónimo de Madrid.
La reputació de Sánchez Coellos'ha vist afectada per les innombrables còpies i imitacions que porten el seu nom.
No existeix cap biografia de Sánchez Coello i moltes de les seues obres continuen confonent-se amb les de Sofonisba Anguissola, que també va pintar retrats de cort en el mateix període i amb les de Juan Pantoja de la Cruz, deixeble seu. L'any 1990 el Museu del Prado va organitzar l'exposició "Sánchez Coello i el retrat en la cort de Felip II".

## Obres
- Felip II, c. 1557, Kunsthistorisches Museum, Viena (Àustria);
- Alexandre Farnesio, 1561, Museu de Meadows, Dallas (Estats Units);
- L'Arxiduc Rodolf d'Àustria, 1567, Col·leccions Reials Hampton Court (Regne Unit);
- Les infantes Isabel Clara Eugènia i Caterina Miquela, c. 1568, Monasterio de las Descalzas Reales;
- Les filles de Felip II, c. 1575, Museu del Prado;
- Infants Dídac i Felip, 1579, Monasterio de las Descalzas Reales;
- Infanta Isabel Clara Eugènia i Magdalena Ruiz, c. 1585, Museu del Prado;
- El Príncep Carles, c. 1557, Museu del Prado;[3]
- Retrat de Don Dídac (1577), Museu Liechtenstein
- Tres sants, 1582, Museu del Prado.
- Sant Bernat, c.1580, museu del Monestir de Poblet